# Elizabeth Mommens
Elizabeth Mommens née le 3 novembre 2004, est une joueuse belge de hockey sur gazon. Elle évolue au Léopold et avec l'équipe nationale belge.

## Carrière
Elle a été appelée en 2022 pour concourir à la Ligue professionnelle 2021-2022 sans jouer le moindre match.